# Wierre-Effroy
Wierre-Effroy é uma comuna francesa na região administrativa de Altos da França, no departamento de Pas-de-Calais. Estende-se por uma área de 18,91 km². Em 2010 a comuna tinha 882 habitantes (densidade: 46,6 hab./km²).